# Donald Stockton
Donald Stockton (Montreal, Canadá, 22 de febrero de 1904-16 de junio de 1978) fue un deportista canadiense especialista en lucha libre olímpica donde llegó a ser subcampeón olímpico en Ámsterdam 1928.

## Carrera deportiva
En los Juegos Olímpicos de 1928 celebrados en Ámsterdam ganó la medalla de plata en lucha libre olímpica estilo peso medio, tras el luchador suizo Ernst Kyburz (oro) y por delante del británico Samuel Rabin (bronce).